# Volarský potok
Volarský potok je levostranný přítok Teplé Vltavy v okrese Prachatice v Jihočeském kraji. Délka toku činí 11,1 km. Plocha povodí měří 33,1 km².

## Průběh toku
Potok pramení zhruba 3 km severozápadně od Volar na severovýchodním úbočí Jedlové (1088 m) v nadmořské výšce cca 1000 m. Na horním toku teče jihovýchodním směrem, protéká městem Volary, podle kterého je tento potok také pojmenovaný. Dříve byl jeho tok využíván jako kanalizace, proto se občas nazývá hanlivě „smradlák“. V současné době je zrevitalizován a teče pod městem. Pod zem se ztrácí u restaurace „U potůčku“ a na povrch se ukazuje až za autobusovým nádražím. Potok protéká také Volarskou čističkou, která zde byla vybudována v roce 1995. Potom se odklání od Volar k osadě Mlýny, pod kterou je také zatrubněn. Pak už jen meandruje v lukách směrem k Teplé Vltavě, do které se vlévá z levé strany v nadmořské výšce 736 m.

### Větší přítoky
Potok má sedm přítoků delších než 1 km, z toho 5 levostranných a 2 pravostranné, ale jen dva jsou pojmenované. Mlýnský potok dlouhý téměř 4 km, přitékající zleva a Luční potok jehož délka činí něco málo přes 3 km, který přitéká z pravé strany. Ostatní jsou jen větší přírodní strouhy. Jinak má potok mnoho přítoků v podobě lesních kanálků a průsaků.

## Vodní režim
Průměrný průtok u ústí činí 0,37 m³/s.

### Povodeň v roce 2009
V pozdním večeru 25. června 2009 ve 22:45 hodin se potok ve Volarech vylil ze svého koryta. Zapříčinili to přívalové deště a vydatné srážky, které začali již 22. června. Za tyto dny ve městě napršelo 89 l/m². Intenzita srážek dosáhla hodnoty 145,8 mm/h.

## Mlýny
- Achatzův mlýn – Volary, okres Prachatice, zanikl